# Aube
Aube este un departament în nord-estul Franței, situat în Champagne, în regiunea Grand Est. Este unul dintre departamentele originale ale Franței create în urma Revoluției din 1790. Este numit după râul omonim care traversează departamentul.

## Localități selectate

### Prefectură
- Troyes

### Sub-prefecturi
- Bar-sur-Aube
- Nogent-sur-Seine

## Diviziuni administrative
- 3 arondismente;
- 33 cantoane;
- 433 comune;